# Conat
Conat (in catalano Conat) è un comune francese di 55 abitanti situato nel dipartimento dei Pirenei Orientali nella regione dell'Occitania.

## Geografia fisica

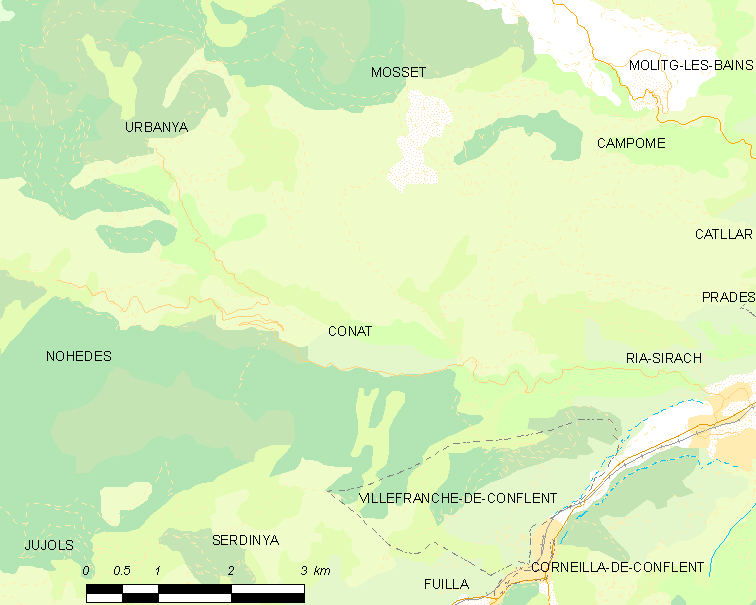
Situazione di Conat

## Società

### Evoluzione demografica
Abitanti censiti